# الجامعة الوطنية تشياو تونغ
الجامعة الوطنية تشياو تونغ (بالصينية: 國立交通大學)، هي جامعة دولية عامة تقع في سين شو، تايوان.

## روابط خارجية
- Official website
- Global MBA pdf information[وصلة مكسورة]
- Global MBA Official Website
- Laser Diagnostics Laboratory